# Chlamydia felis
Chlamydia felis (anteriormente Chlamydophila felis y antes de eso Chlamydia psittaci var. Felis) es una bacteria endémica entre los gatos domésticos en todo el mundo, que causa principalmente inflamación de la conjuntiva felina, rinitis y problemas respiratorios. C. felis se puede recuperar del estómago y del tracto reproductivo. Se ha reportado infección zoonótica de humanos con C. felis. Las cepas FP Pring y FP Cello tienen un plásmido extracromosómico, mientras que la cepa FP Baker no. FP Cello produce enfermedad letal en ratones, mientras que FP Baker no. Una cepa atenuada FP Baker y una cepa atenuada 905 se usan como vacunas vivas para gatos. 

## Estructura del genoma
C. felis tiene un genoma relativamente pequeño que contiene 1,17 Mbp con 1.005 genes codificadores de proteínas. Además, lleva un plásmido de 7,5 kbp de longitud.

## Lectura adicional
- Hillström, Anna; Tvedten, Harold; Källberg, Maria; Hanås, Sofia; Lindhe, Anna; Holst, Bodil Ström (2012). «Evaluation of cytologic findings in feline conjunctivitis». Veterinary Clinical Pathology 41 (2): 283-290. PMID 22551068. doi:10.1111/j.1939-165X.2012.00423.x.
- Halanova, Monika; Sulinova, Zlatana; Cislakova, L; Trbolova, A; Palenik, L; Weissova, T; Halan, M; Kalinova, Z et al. (November 2011). «Chlamydophila felis in Cats - Are the Stray Cats Dangerous Source of Infection?». Zoonoses and Public Health 58 (7): 519-522. PMID 21824351. doi:10.1111/j.1863-2378.2011.01397.x.

- Datos: Q25841305
- Especies: Chlamydia felis